# 永富乡 (宝兴县)
永富乡，是中华人民共和国四川省雅安市宝兴县下辖的一个乡。2019年12月，撤销永富乡，将其所属行政区域划归陇东镇管辖。

## 行政区划
永富乡撤销前下辖以下地区：
若笔村、永和村和中岗村。

## 水系
永富乡境内有土巴沟、扑鸡沟、初居沟、巴斯沟、若笔沟等汇入西河的溪流。